# Lully (Haute-Savoie)
Lully település Franciaországban, Haute-Savoie megyében. Lakosainak száma 736 fő (2022. január 1.). Lully Bons-en-Chablais, Cervens, Fessy, Perrignier és Sciez községekkel határos.

## Népesség
A település népességének változása:
| Lakosok száma | 684  | 725  | 723  | 701  | 693  | 690  | 700  | 703  | 736  |
|               | 2013 | 2015 | 2016 | 2017 | 2018 | 2019 | 2020 | 2021 | 2022 |